# Hövede
Hövede est une commune allemande de l'arrondissement de Dithmarse, dans le Land du Schleswig-Holstein.

## Géographie
| Pahlen     |        | Dörpling     |
| Schalkholz | Hövede |              |
|            |        | Tellingstedt |

## Histoire
Hövede est mentionné pour la première fois en 1329 sous le nom de van Hovede.

## Source, notes et références
- (de) Cet article est partiellement ou en totalité issu de l’article de Wikipédia en allemand intitulé « Hövede » (voir la liste des auteurs).